# 俄羅斯交通

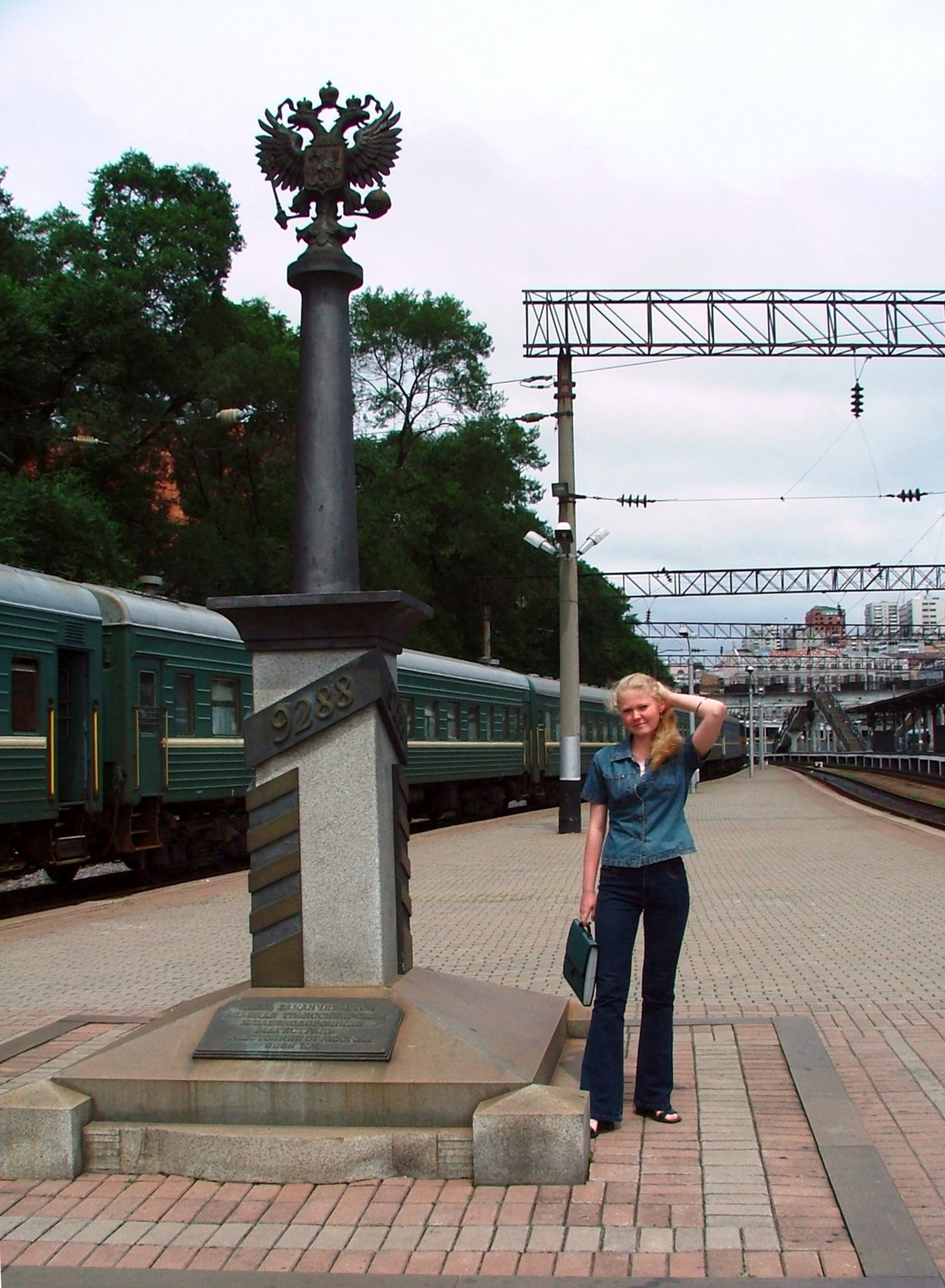
位於海參崴的西伯利亞鐵路終點紀念碑

由於俄羅斯的發展以歐洲部分為中心以及地理因素，其交通網絡呈現東北疏西南密，以首都莫斯科為中心放射的形態。

## 鐵路

### 歷史
- 第一條鐵路於1837年落成，連接當時的首都聖彼得堡和沙皇村。
- 1851年，連接莫斯科和聖彼得堡的鐵路通車。
- 1916年，貫通東西的西伯利亞鐵路通車。
- 1991年，貝阿鐵路通車。

### 現狀
由国有的俄羅斯國鐵營運，是世界上最大的运输公司之一，对俄罗斯的铁路运输享有垄断地位。 它成立于1992年，估计有95万员工，占2009年全国GDP的2.5％。除薩哈林島南部、由日本人興建的鐵路外，皆為1520毫米闊軌。截至2019年，俄罗斯拥有世界第三大铁路网，仅次于美国和中国，总轨道长度为85,600公里（53,200英里）。它使用1,520毫米的宽轨。 电气化轨道约占俄罗斯铁路网络的一半，总计43,800公里（27,200英里），但承载了大部分铁路运输。

## 地鐵
1935年，莫斯科地鐵第一期通車。至今聖彼得堡、新西伯利亞、喀山、下新城、葉卡捷琳堡、薩馬拉皆有地鐵系統。

## 无轨电车
俄罗斯被誉为无轨电车王国，全国共有8万辆之多，大部分超过20万人口的城市都有无轨电车。首都莫斯科的无轨电车系统始建于1933年，运行车辆总数世界第一、接触网里程世界第一、运营场个数世界第一、运营线路数世界第一。第二大城市聖彼得堡的无轨电车系统规模列世界第二位。

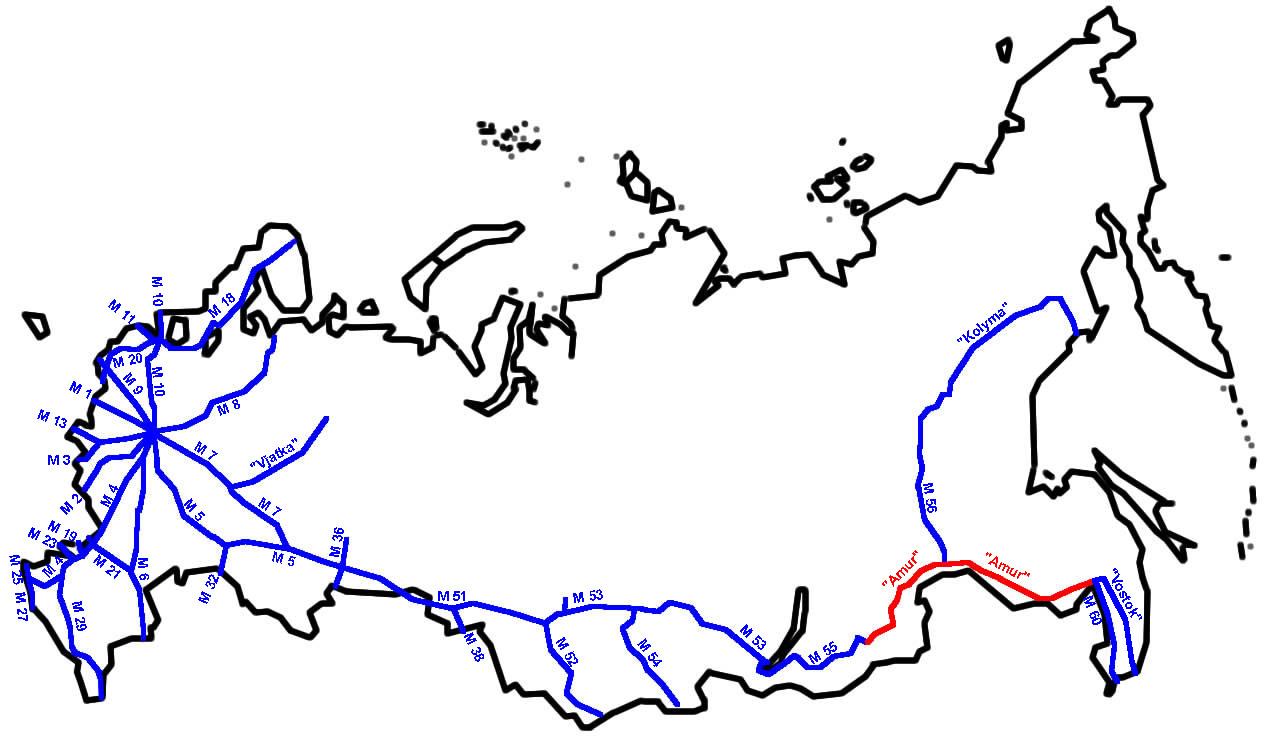
阿穆爾公路（紅色）是西伯利亞公路最後完成的路段

## 公路
至2006年有933,000公里公路，755,000公里鋪面公路。主要公路被納入俄羅斯聯邦公路系統下。

## 水運
俄羅斯主要通航的河流有伏尔加河、頓河等。因為運河的興建，莫斯科有「五海之港」之稱。裡海的船隻亦可經伏爾加-頓河運河出海。

### 海港
俄羅斯北方的海面大部分時間都呈冰封的狀態，歷史上一直都以尋找不凍港的名義發動對外戰爭。1935年北方海路開始營運。近年因全球暖化的關係，航線的潛力大增。
重要港口有聖彼得堡、加里寧格勒、摩爾曼斯克、阿爾漢格爾斯克、海參崴、新羅西斯克等。

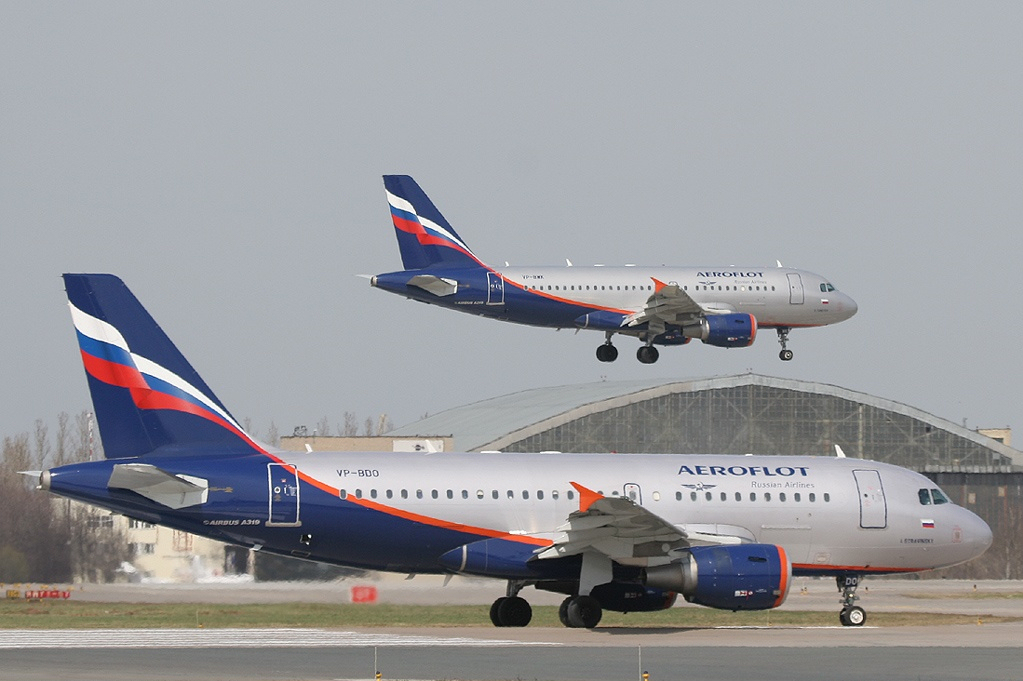
塗上新裝的俄航A319航機

## 航空
蘇聯解體前，現在的俄羅斯航空是當地唯一的航空公司。目前當地除俄航外，尚有很多私營航空公司。較大的有S7航空公司。

### 機場
2002年有2,743座機場。主要機場有莫斯科的謝列梅捷沃國際機場、多莫傑多沃國際機場和伏努科沃国际機場，聖彼得堡的普爾科沃機場、海參崴國際機場、新西伯利亞的托爾馬切沃機場等。

## 管道運輸
俄羅斯透過輸油管氣管向歐洲和中國輸出天然氣和原油。主要油氣管包括友誼輸油管、東西伯利亞-太平洋石油管道、亞馬爾-歐洲天然氣管、藍流、北流、南流天然氣管等。

## 註解
1. ↑  至於在強佔克里米亞半島後接收的鐵路，則由克里米亞鐵路經營；該公司同為國營企業，但不屬於俄鐵。